# Il Minotauro (rivista)
Il Minotauro è una rivista semestrale di psicologia fondata da Francesco Paolo Ranzato nel 1973, ora diretta da Luca Valerio Fabj.

## Storia
Il riferimento del titolo al mito esprime simbolicamente nel suo insieme “la lotta spirituale contro la rimozione” (Paul Diel, 1952). Infatti il mostro figlio della lussuria di Pasifae vive nel “labirinto” costruito dalla ragione (che nulla vuole vedere al di fuori di sé) nel nostro inconscio e può essere vinto solo attraverso una “discesa agli inferi” che rappresenta il percorso stesso dell'analisi.
Sul "Minotauro" sono stati pubblicati saggi di Carl Alfred Meier, Jolande Jacobi, Murray Stein, Hans Dieckmann e del Premio Nobel per la fisica Wolfgang Pauli.